# 呂西尼昂的安妮
呂西尼昂的安妮（法語：Anne de Lusignan，1418年9月24日—1462年11月11日），薩伏依公爵夫人，賽普勒斯國王雅努斯的女兒。

## 家庭
1434年，安妮與薩伏依公爵阿梅迪奧八世的次子路德維科結婚，兩人共有7子5女：
1. 阿梅迪奧（1435年—1472年），薩伏依公爵
2. 路德維科（英语：Louis of Cyprus）（1436年—1482年），賽普勒斯配國王
3. 菲利波（1438年—1497年），薩伏依公爵
4. 瑪格麗塔（英语：Margaret of Savoy, Countess of Saint-Pol）（1439年—1483年），聖波勒伯爵夫人
5. 皮埃爾（1440年—1458年），早逝
6. 雅努斯（1440年—1491年），日內瓦伯爵
7. 夏洛特（1441年—1483年），法國王后
8. 阿格尼絲（1445年—1509年），朗格維爾公爵夫人
9. 若望·路德維科（1447年—1482年），日內瓦主教
10. 瑪麗亞（英语：Marie of Savoy, Countess of Saint-Pol）（1448年—1483年），聖波勒伯爵夫人
11. 波娜（英语：Bona of Savoy）（1449年—1503年），米蘭公爵夫人
12. 賈科莫（英语：Jacques of Savoy, Count of Romont）（1450年—1486年），羅蒙伯爵